# Elio Antipater
Elio Antipater (en griego: Αἴλιος Ἀντίπατρος) fue un sofista y retórico griego de finales del siglo II y comienzos del siglo III.

## Biografía
Era hijo de Zeuxidemo y su nomen le hace miembro de la gens Elia, lo que indicaría que un antepasado suyo había recibido la ciudadanía romana mientras Adriano era emperador, ya que Aelius era su nomen. Fue alumno de Adriano de Tiro, Julio Pólux y Zeno. 
En su oratoria, tanto improvisada como escrita, algunas de las cuales son mencionadas por Filóstrato de Atenas, Antipater no fue superior a sus contemporáneos, pero en el arte de escribir cartas se dice que superó a todos los demás, y por esta razón el emperador Severo lo hizo su secretario personal Ab Epistulis y también tutor de sus dos hijos Caracalla y Geta.
Fue ascendido al rango consular a los 50 años por Septimio Severo, quien lo envió a gobernar la provincia Bitinia y Ponto. Sin embargo, como Antipater usó su espada con demasiada libertad, fue privado de su cargo. Como informa Filostrato, Antipater se retiró a su lugar natal, donde murió a la edad de 68 años de hambre voluntaria.[cita requerida]
También escribió una biografía perdida de Severo.